# Rophalis relicta
Rophalis relicta — викопний вид сітчастокрилих комах родини Nevrorthidae, що існував у еоцені (37-34 млн років тому). Рештки комах знайдено у Польщі і Росії (балтійський бурштин) та в Україні (рівненський бурштин).